# Patròfil
Patròfil (grec antic: Πατρόφιλος; llatí: Patrophilus) va ser bisbe d'Escitòpolis i un dels caps de la tendència eusebiana o semiarriana, al segle iv.
Per defensar aquestes tendències va ser deposat al concili de Selèucia de l'any 359, després de refusar comparèixer davant el concili per respondre als càrrecs del prevere Doroteu. Devia morir poc després, ja que les seves restes van ser desenterrades i maltractades en la reacció que va seguir al triomf de la tolerància religiosa sota Julià l'Apòstata (361 a 363).
Sembla que va ser un home de grans coneixements sobre les Escriptures. Eusebi d'Emesa diu que les seves exposicions sobre les Escriptures derivaven de Patròfil i d'Eusebi de Cesarea.